# صدای جادو
صدای جادو (کره‌ای: 안나라수마나라; لاتین‌نویسی اصلاح‌شده: Annarasumanara; انگلیسی: The Sound of Magic) یک مجموعهٔ اینترنتی کره جنوبی بر پایهٔ وب‌تون ناور به نام آنارا سومانارا از ها ایل کوان است. این مجموعه به کارگردانی کیم سونگ یون و نویسندگی کیم مین جونگ است و جی چانگ ووک، چوی سونگ و هوانگ این یوپ در آن بازی کردند. این مجموعه در ۶ مه ۲۰۲۲ از نتفلیکس منتشر شد.

## بازیگران

### اصلی
- جی چانگ ووک در نقش لی ئول/ریو مین هیوک[۵]
  - نام دا روم در نقش جوانی لی ئول/ریو مین هیوک[۶]
- چوی سونگ اون در نقش یون آه یی[۷]
- هوانگ این یوپ در نقش نا ایل دونگ[۸]